# Nike Smoke
O foguete Nike Smoke era um foguete de sondagem, que fazia parte de um projeto de pesquisa sobre o comportamento dos ventos horizontais na atmosfera superior, desenvolvido pela NASA na década de 60, usando como base o propulsor Nike. O objetivo era obter dados mais precisos sobre o comportamento desses ventos de forma a orientar o desenho de novos veículos.

## Origens
No início da década de 60, o projeto Nike Smoke da NASA, foi desenvolvido pelos laboratórios do Langley Research Center e do Marshall Flight Space Center para estudar a velocidade dos ventos horizontais e sua influência nos voos dos foguetes. O foguete auxiliar Nike foi o escolhido devido a sua alta confiabilidade e disponibilidade, visto que milhares deles foram fabricados para atender o Projeto Nike.
Uma coifa cônica, com um tubo de entrada de ar, um tanque e uma válvula de exaustão, foi especialmente desenvolvida para a missão.

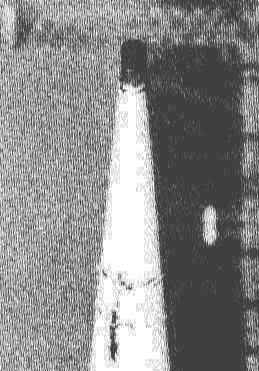
A ponta de um Nike Smoke, exibindo a entrada de ar pintada de preto.

Nela era colocada uma combinação química de forma a produzir um rastro de fumaça muito denso e reflexivo, daí o nome Smoke. A triangulação do rastro deixado pelos voos desse foguete de sondagem fornecia dados muito mais precisos que os experimentos anteriores feitos com balões de
grande altitude.

## Desenvolvimento
O projeto previa lançar cerca de cem desses foguetes no período de um ano a partir de Cape Kennedy, pois era ali que se pretendia criar o centro de lançamento que mais tarde viria a se tornar a Estação da Força Aérea de Cabo Canaveral. O primeiro lançamento desse modelo de foguete ocorreu em 17 de maio de 1962.

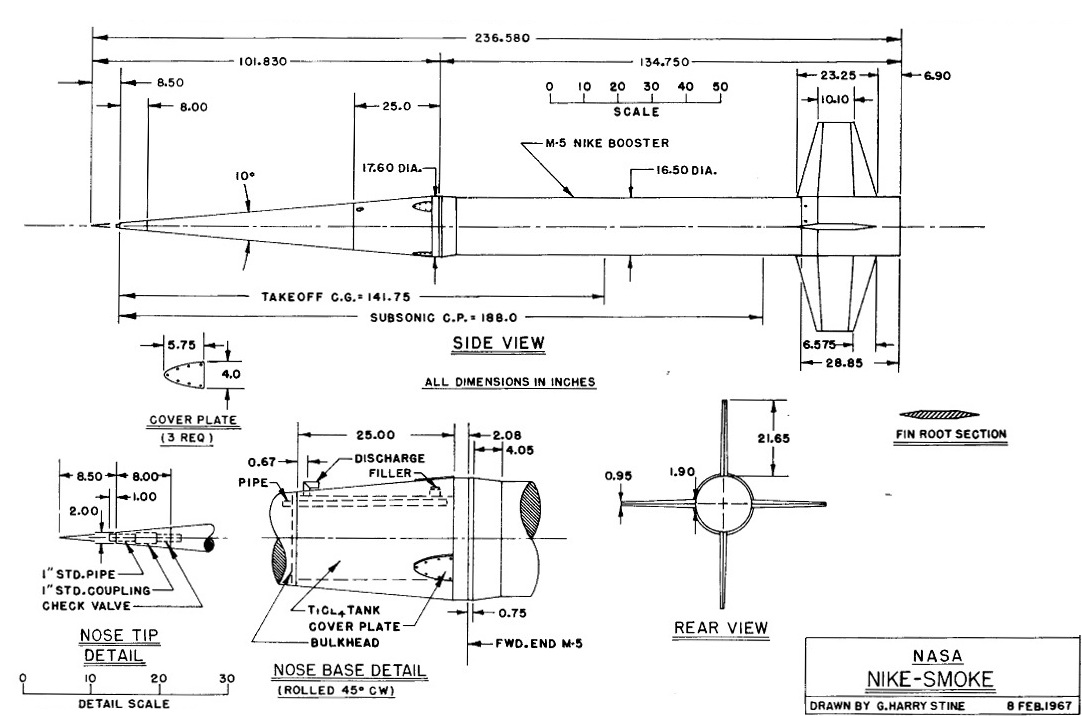
Um foguete Nike Smoke, logo após o lançamento.

De maio de 1962 até maio de 1963, foram lançados 55 Nike Smoke de Cabo Kennedy, para investigar o comportamento dos ventos em grandes altitudes. De Julho de 1963 a janeiro de 1965, mais de 70 Nike Smoke foram lançados da base de Wallops.

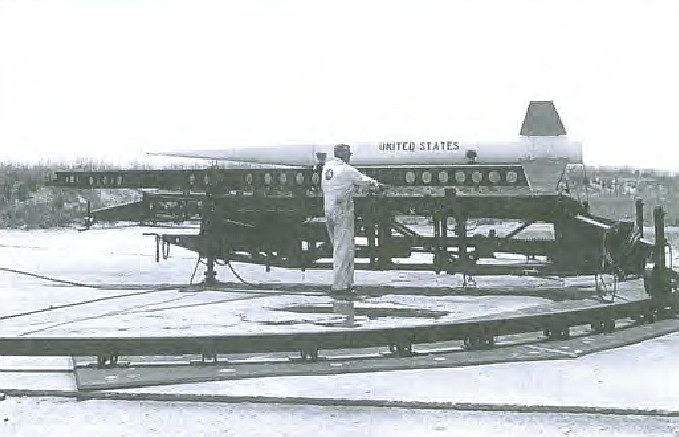
Um foguete Nike Smoke, sendo inspecionado.

Durante a fase de desenvolvimento, o gerente do projeto foi o Sr. Harold B. Tolefson e entre os principais engenheiros, estavam: Charles M. Dozier, Robret M. Henry e Robert W. Miller. O foguete Nike Smoke, provou ser um método barato e eficaz para determinar o comportamento dos ventos à grandes altitudes. Centenas deles foram lançados da base de Wallops na década de 1960 para cumprir objetivos meteorológicos.

## O Experimento

### Com balões
Até então, os estudos dos ventos horizontais em grandes altitudes, eram realizados usando balões de pesquisa, porém com resultados gráficos muito esparsos onde
variações importantes não eram registradas.
- 01 - Balão de pesquisa sendo lançado.
- 02 - Balão de pesquisa a meio caminho.
- 03 - Dados esparsos obtidos com o uso de balões.
- 04 - A linha branca indica variações não registradas usando balões.

### Com foguetes
Usando o foguete Nike Smoke, os procedimentos para cada lançamento, eram os seguintes:
1. Os componentes eram integrados e feita a verificação de alinhamento e centro de gravidade do foguete na posição horizontal.
2. O foguete era então encaminhado à base de lançamento e preso aos trilhos do lançador.
3. Ainda na posição horizontal, cerca de 37 litros de Tetracloreto de titânio (TiCl4), eram carregados no tanque dentro da coifa na ponta do foguete.
4. Em seguida o foguete era posicionado num ângulo de praticamente 90 graus em relação ao solo,[1] e lançado.
5. A partir dos 1.830 metros de altitude, com o motor Nike tendo se exaurido, com os efeitos naturais da grande desaceleração, o líquido começava a ser ejetado da coifa através de uma válvula em alta pressão, produzindo o rastro de fumaça reflexiva desejado até uma altitude de quase 25.000 metros[3]
6. Fotografias de alta resolução (para a época), eram feitas a partir de duas câmeras em ângulos diferentes em intervalos de seis segundos durante um período de cinco minutos.
7. Mais tarde, usando técnicas de foto triangulação, plotagem e redução de dados, eram obtidas informações detalhadas sobre velocidade, direção e ângulos de ataque dos ventos em altitudes de até 25 km.

- 01 - Foguete Nike Smoke em direção a plataforma de lançamento.
- 02 - Foguete Nike Smoke mais próximo da plataforma de lançamento.
- 03 - Em destaque, o tanque de abastecimento do produto que produzia a fumaça (Smoke).
- 04 - Foguete Nike Smoke sendo erguido pela torre de lançamento.
- 05 - O foguete Nike Smoke logo após o lançamento.
- 06 - Com a desaceleração, o produto químico era expelido gerando a fumaça (Smoke).
- 07 - O rastro de fumaça (Smoke), deixado pelo foguete Nike Smoke.
- 08 - Rastro de fumaça, já tendo sofrido o efeito dos ventos horizontais de grande altitude.
- 09 - Mapa do esquema de monitoramento do projeto Nike Smoke.
- 10 - Efeito dos ventos horizontais de grande altitude sobre o rastro de fumaça.
- 11 - Uma das câmeras de alta precisão usadas no processo de foto triangulação.
- 12 - Outra das câmeras de precisão vista por um outro ângulo.

### Tratamento de dados
Depois de obtidas as fotos, elas eram processadas nos laboratórios do Langley Research Center e do Marshall Space Flight Center.
- 01 - Um dos laboratórios onde as imagens e dados eram processados.
- 02 - Os negativos sofriam ajustes e correções antes da revelação.
- 03 - Plotagem dos dados. Gráficos para cada uma das fotografias eram gerados.
- 04 - Os dados eram armazenados, processados e comparados usando computadores.

## Resultados
Os resultados com esse tipo de experimento eram dez vezes mais precisos, em todos os aspectos, do que os obtidos com experimentos semelhantes usando balões de grande altitude. Os dados obtidos por esse tipo de experimento, podiam ser usados para comparar dados de diferentes desenhos de veículos lançadores e aferir seu provável comportamento. Era a forma que se tinha na época de efetuar testes "virtuais" de comportamento antes de criar o produto final (um novo foguete).

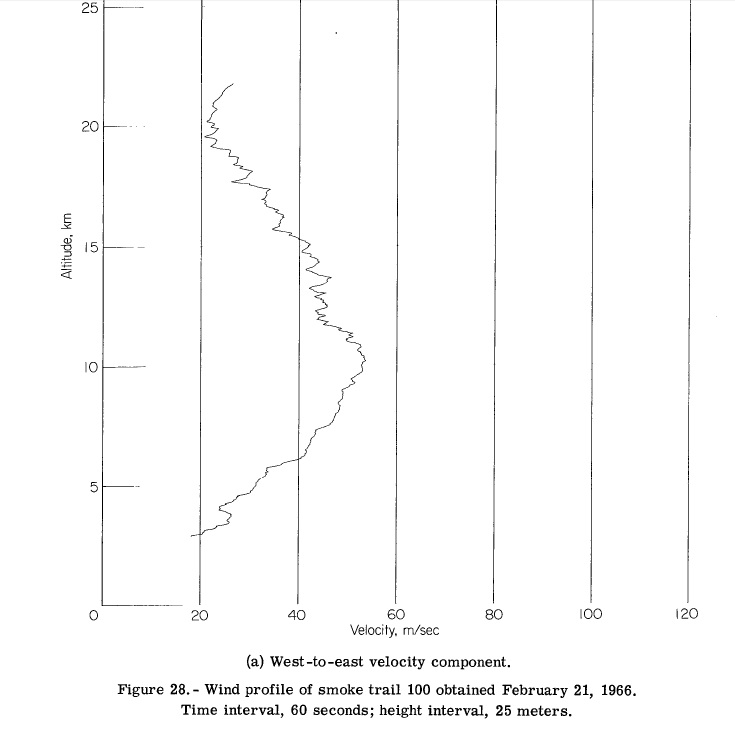
Gráfico de comportamento dos ventos obtido a partir de um experimento Nike Smoke.

## Uso
O Nike Smoke continuou sendo usado pela NASA nos anos seguintes. Na verdade antes de cada lançamento do Projeto Apollo, um Nike Smoke era lançado para permitir o monitoramento dos ventos horizontais em grande altitude, o que podia eventualmente, até interromper ou adiar um lançamento daquele projeto.